# Iván Salvador Edú
Ibán, właśc. Iván Salvador Edú (ur. 11 grudnia 1995 w L’Hospitalet) – piłkarz z Gwinei Równikowej grający na pozycji prawego  pomocnika. Od 2024 w polskim klubie Wisła Płock.

## Kariera klubowa
Swoją karierę piłkarską Ibán rozpoczął w klubie CE L’Hospitalet. W 2013 roku został zawodnikiem pierwszego zespołu. 27 października 2013 zadebiutował w nim w Segunda División B w wygranym 3:2 domowym meczu z Villarrealem CF B. W CE L’Hospitalet grał przez rok.
W 2014 roku Ibán przeszedł do Valencii. Został zawodnikiem zespołu rezerw. Zadebiutował w nich 24 sierpnia 2014 w przegranym 1:2 wyjazdowym meczu z Mallorcą B.
| Sezon   | Klub             | Kraj      | Rozgrywki          | Mecze | Gole |
| ------- | ---------------- | --------- | ------------------ | ----- | ---- |
| 2013/14 | CE L’Hospitalet  | Hiszpania | Segunda División B | 20    | 5    |
| 2014/15 | Valencia B       | Hiszpania | Segunda División B | 29    | 3    |
| 2015/16 | Valencia B       | Hiszpania | Segunda División B | 26    | 5    |
| 2016/17 | Real Valladolid  | Hiszpania | Segunda División   | 10    | 1    |
| 2016/17 | UCAM Murcia CF   | Hiszpania | Segunda División   | 15    | 1    |
| 2017/18 | Real Valladolid  | Hiszpania | Segunda División   | 19    | 3    |
| 2017/18 | Cultural Leonesa | Hiszpania | Segunda División   | 10    | 0    |

## Kariera reprezentacyjna
W reprezentacji Gwinei Równikowej Ibán zadebiutował 7 stycznia 2015 w zremisowanym 1:1 towarzyskim meczu z Republiką Zielonego Przylądka. W 2015 roku został powołany do kadry na Puchar Narodów Afryki 2015. Na tym turnieju był podstawowym zawodnikiem i rozegrał pięć spotkań: z Kongiem (1:1), z Burkina Faso (0:0), z Gabonem (2:0, strzelił w nim gola), ćwierćfinałowe z Tunezją (2:1) i półfinałowe z Ghaną (0:3). Z Gwineą Równikową zajął 4. miejsce.